# Amtsgericht Burglengenfeld
Das Amtsgericht Burglengenfeld war ein von 1879 bis 1973 bestehendes Amtsgericht in Burglengenfeld in Bayern.

## Geschichte
Im Jahre 1803 wurde im Verlauf der Verwaltungsneugliederung Bayerns das Landgericht Burglengenfeld errichtet. Die Verwaltungsaufgaben wurden ab 1862 an das Bezirksamt Burglengenfeld abgegeben. Als Eingangsinstanz der niederen Gerichtsbarkeit wurden die bisherigen Landgerichte 1879 durch das Gerichtsverfassungsgesetz reichseinheitlich in Amtsgericht umbenannt. Das Amtsgericht in Burglengenfeld wurde zum 1. Juli 1973 in eine Zweigstelle des Amtsgerichts Schwandorf umgewandelt, die zum 1. August 2006 aufgelöst wurde.